# 大卫-阿波罗
大卫－阿波罗（義大利語：David-Apollo），又名阿波罗－大卫（義大利語：Apollo-David）、阿波利诺（義大利語：Apollino）、阿波罗（義大利語：Apollo），是一件米开朗基罗创作的高1.46米的大理石雕像，作于1530年左右，现藏于意大利佛罗伦萨巴杰罗美术馆。

## 历史
1530年，佛罗伦萨第二共和国在围攻下垮台，时任教宗克勉七世指定巴乔·瓦罗里为城市总督。巴乔·瓦罗里个人行事凶狠，拥护美第奇家族的统治。他委托米开朗基罗创作了这尊雕像，以作私宅的装饰品。不久，这件作品成为了科西莫一世的藏品。科西莫将这件作品藏在自己的房间里，摆在一起的还有巴喬·班迪內利的酒神像、雅各布·桑索维诺的酒神像和本韦努托·切利尼修复的的伽倪墨得斯像。
这是一件未完成的作品。根据一份1553年美第奇家族的财产清单，置于科西莫一世房间里的这件雕塑是“博纳罗蒂（米开朗基罗）未完成的大卫像”。然而，在乔尔乔·瓦萨里的《艺苑名人传》（1550年版与1568年版）里，这件作品表现的是大卫拔箭的瞬间，是巴乔·瓦罗里委托米开朗基罗为教宗克勉七世所作。为此，评论者认为，米开朗基罗有可能在接到委托之前就在创作一件大卫雕像，但大卫是共和国的象征，美第奇家族不会欣赏这样的作品，因而米开朗基罗把它改成了阿波罗。 另外还有艺术史研究者瓦伦丁尼尔（Valentinier）认为这是1537年雅各布·加利（Jacopo Galli）在罗马创作的、已遗失的丘比特－阿波罗。
后来，科西莫得到了米开朗基罗更为重要的作品，这件大卫－阿波罗就改而在放在波波里花园中，成为圆剧场外面壁龛的装饰。1824年，大卫－阿波罗入藏乌菲齐美术馆，很快又被巴杰罗美术馆收藏。

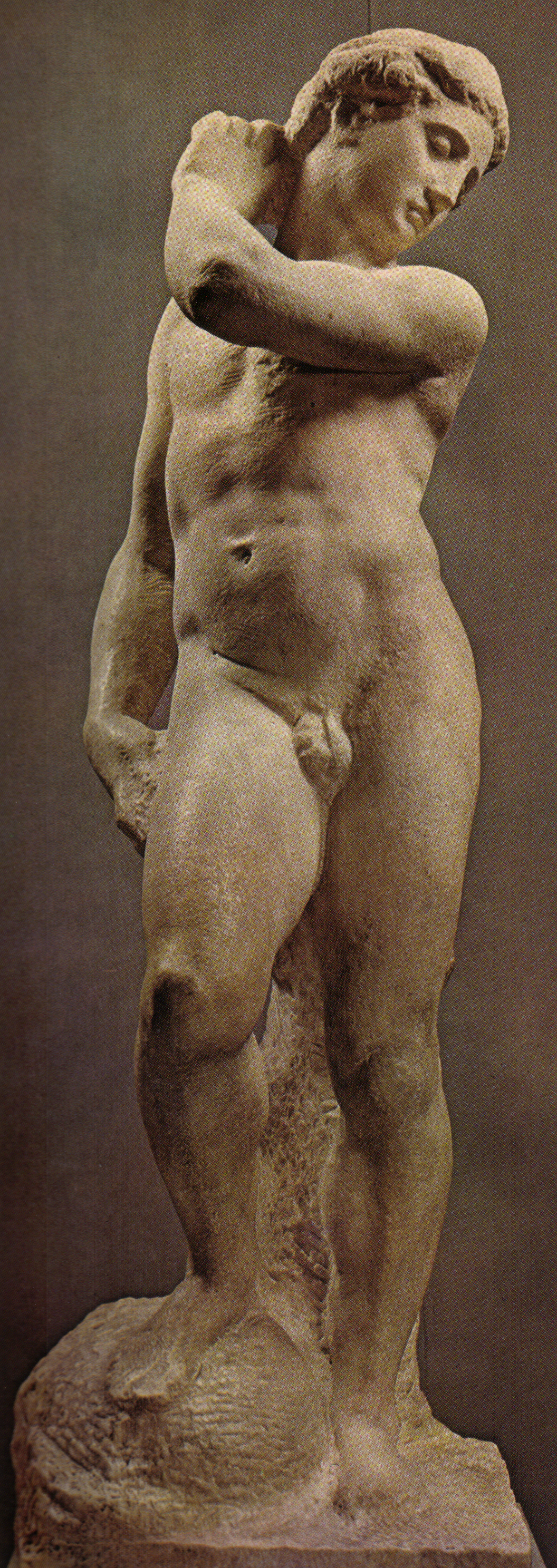

## 艺术风格与评价
大卫－阿波罗表现了一个裸体的青年男子，主题神秘。反向扭曲的应用，深度表现了人体的轮廓，扩大了视点，从而使得雕塑姿态迷人。米开朗基罗巧妙地安排了人物的肢体，使得雕像的胳膊和腿的动作相配合。雕像的左臂弯向右，右臂伸展；左腿直，右腿曲，脚踩在地面凸起的部分。有研究者认为，地面上突起的部分应该是歌利亚的头颅，只是米开朗基罗还没有完成这件作品，因而只有一个模糊的轮廓。雕像背后是一个树干，支撑着整个雕像。雕像还有一个没有完成的部分，从人体的腰部一直延伸到背部上方。
这件雕像与米开朗基多的其它作品一样，体现了他对人体结构的高超把握。评论者认为，这件作品中人物的姿态非常自然而合理，体态富有动感。整件作品极具气势，显现了英雄精神。反向扭曲的躯体，可以看到古代雕塑的影响。而这样的设计对后来的手法主义产生了巨大的影响。
如果认为这件作品表现的是大卫而非阿波罗，那么，这件雕塑的内容与领主广场上广为人知的大卫像大相径庭。领主广场上的大卫像表现了英雄大卫潜藏的力量和内心的愤怒，而这件作品表现的更近乎忧愁，甚至可以解读为大卫为杀死歌利亚的血腥行动感到悔恨（如果大卫脚下的突起是歌利亚的头颅的话）。还有人认为，这座雕像含蓄地表现了米开朗基罗对佛罗伦萨新统治者的不满与敌意。

中国中央电视台新闻画面截屏，图中的大卫－阿波罗打着马赛克

## 其它
2012年7月6日，中国国家博物馆与意大利文化遗产与活动部文化遗产开发司联合举办的“佛罗伦萨与文艺复兴：名家名作”展在中国国家博物馆开展，展期至2013年4月30日。大卫－阿波罗是展品之一。7月9日，中国中央电视台在新闻中报道了展览，并在新闻画面里把大卫－阿波罗的敏感部位打上了马赛克。此举立即引起了争议。几个小时后，中央电视台在复播时去掉了马赛克。媒体和网友的反应多是讽刺和批评。意大利驻华使馆新闻官表示，尊重中央电视台的做法，理解央视保护敏感观众的举动。 事后中央电视台并未对此做出解释。 12月3日，根据展览协议，意大利方面撤换了展品，大卫－阿波罗与其它8件作品撤回意大利。